# Thinophilus ornatus
Thinophilus ornatus är en tvåvingeart som beskrevs av Negrobov och Gritchanov 1982. Thinophilus ornatus ingår i släktet Thinophilus och familjen styltflugor.
Artens utbredningsområde är Tadzjikistan. Inga underarter finns listade i Catalogue of Life.